# Gauliga Generalgouvernement 1943/44
In der Gauliga Generalgouvernement 1943/44 wurde die vierte Fußballmeisterschaft der deutschen Vereine sowie Militär- und Betriebsmannschaften im Generalgouvernement Polen ausgetragen, es war die dritte und gleichzeitig letzte Spielzeit der Gauliga Generalgouvernement nach deren Aufnahme in die Spielpläne des Fachamtes Fußball. Am Ende setzte sich der LSV Mölders Krakau durch und wurde somit zum ersten Mal Gaumeister des Generalgouvernements. Damit qualifizierten sich die Krakauer für die deutsche Fußballmeisterschaft 1943/44, bei der sie bereits in der ersten Runde nach einer 1:4-Heimniederlage gegen den VfB Königsberg ausschieden.

## Austragungsmodus
Aufgrund eines Beschlusses des Nationalsozialistischen Reichsbundes für Leibesübungen (NSRL), des Dachverbandes der Sportorganisationen, passte die Gauliga Generalgouvernement ihre Spielzeiten, die sich bislang von Januar bis Dezember eines Jahres erstreckten, den Strukturen im Reichsgebiet an. So folgte auf die Spielzeit 1942 die Saison 1943/44; auf diese Weise wurde der Meistertitel im Jahr 1943 nicht vergeben. Wie in der Vorsaison sollten die fünf Distriktmeister (Galizien, Krakau, Lublin, Radom, Warschau) in der Endrunde  jeder gegen jeden spielen, allerdings ohne Rückspiele. Jede Mannschaft hatte zwei Heim- und zwei Auswärtspartien zu spielen, der Heimvorteil wurde ausgelost.

## Distriktmeister
| Distrikt | Distriktmeister    |
| -------- | ------------------ |
| Krakau   | LSV Mölders Krakau |
| Galizien | SG Ostbahn Lemberg |
| Radom    | DTSG Tschenstochau |
| Lublin   | LSV Deblin         |
| Warschau | WH Rembertow       |

## Saisonverlauf
Während der Endrunde der fünf Distriktmeister der Saison 1943/44 zog der Vertreter des Distrikts Galizien, die SG Ostbahn Lemberg, ihre Mannschaft zurück, wegen des Einsatzes der Eisenbahner für den Nachschub an der Ostfront brachte die SG keine elf Spieler mehr zusammen. Das einzige Spiel der SG Ostbahn Lemberg wurde auch nicht für den Sieger, den späteren GG-Meister LSV Mölders Krakau, gewertet.
Vizemeister 1944 wurde der LSV Deblin, der GG-Meister von 1940. Der Vorjahresmeister LSV Adler Deblin, der 1942 den ebenfalls am Fliegerhorst der Kleinstadt Dęblin an der Weichsel stationierten Lokalrivalen LSV Deblin zweimal hoch geschlagen hatte (18:0 und 11:1), nahm an der Meisterschaft 1943/44 nicht teil. Das  Luftwaffengeschwader, das die Mannschaft gestellt hatte, wurde im Frühjahr 1943 bei den Kämpfen an der Ostfront eingesetzt, die Spieler bekamen keinen Urlaub für den Fußball.
Für den letzten Spieltag war die Partie WH Rembertow – LSV Deblin angekündigt, sie fand aber nicht statt.
Den LSV Mölders Krakau betreute der zur Wehrmacht eingezogene Meistertrainer des FC Schalke 04, Otto Faist. Für Mölders lief auch der Dribbelkünstler Ernst Willimowski (TSV 1860 München) auf. Für die DTSG Tschenstochau spielte Walter Gloede (HSV), für WH Rembertow Ernst Sabeditsch (First Vienna FC).

## Ergebnisse der Endrunde
1. Spieltag (19. März 1944)
LSV Mölders Krakau – SG Ostbahn Lemberg 4:0
DTSG Tschenstochau – WH Rembertow 3:2
2. Spieltag (26. März 1944)
LSV Deblin – LSV Mölders Krakau 2:5
3. Spieltag (2. April 1944)
DTSG Tschenstochau – LSV Deblin  1:4
WH Rembertow – LSV Mölders Krakau 4:4
4. Spieltag (9. April 1944)
LSV Mölders Krakau – DTSG Tschenstochau  8:1

## Abschlusstabelle
| Pl. | Verein                             | Sp. | S | U | N | Tore    | Quote | Punkte |
| --- | ---------------------------------- | --- | - | - | - | ------- | ----- | ------ |
| 1.  | LSV Mölders Krakau                 | 3   | 2 | 1 | 0 | 017:700 | 2,43  | 05:10  |
| 2.  | LSV Deblin                         | 2   | 1 | 0 | 1 | 006:600 | 1,00  | 02:20  |
| 3.  | DTSG Tschenstochau                 | 3   | 1 | 0 | 2 | 005:140 | 0,36  | 02:40  |
| 4.  | WH Rembertow                       | 2   | 0 | 1 | 1 | 006:700 | 0,86  | 01:30  |
| 5.  | SG Ostbahn Lemberg (zurückgezogen) | 0   | 0 | 0 | 0 | 000:000 | 1,00  | 0:0    |

## Endrunde der Großdeutschen Meisterschaft
Der GG-Meister LSV Mölders Krakau scheiterte in seinem ersten Spiel in der Endrunde der sogenannten Großdeutschen Meisterschaft am VfB Königsberg, die Partie endete 1:4.